# Luchthaven Moss-Rygge
Luchthaven Moss-Rygge (Noors: Moss lufthavn Rygge) is een kleine luchthaven in de op grens van de voormalige gemeente Rygge (nu een deel van de gemeente Moss) en de gemeente Råde in de provincie Østfold. De stad Moss ligt een kilometer of 10 ten noordwesten van het vliegveld. In november 2016 heeft de eigenaar wegens aanhoudende verliezen de luchthaven gesloten. 
Moss-Rygge was oorspronkelijk een militaire basis. De Noorse luchtmacht kreeg in 2004 toestemming om de basis ook te gebruiken voor civiele vluchten. De luchthaven werd geopend in 2007. 
Voornaamste gebruiker in de jaren dat de luchthaven geopend is geweest was Ryanair. De invoering van een vliegbelasting door de regering van Erna Solberg per 1 juli 2016 was voor Ryanair reden om uit Moss te vertrekken. Een paar maanden later leidde dat tot de sluiting van de luchthaven.